# Abd ar-Razzaq Bastini
Abd ar-Razzaq Bastini († 1338) war der erste Anführer des Aufstandes der Sarbedaran, einer religiösen Bewegung in Chorasan.

## Leben
Abd ar-Razzaq Bastini war der Sohn eines reichen Grundbesitzers im persischen Verwaltungsbezirk Sabzewar. Sein Werdegang wird – wie die gesamte Geschichte der Sarbedaran – von den Chronisten der Timuriden-Zeit widersprüchlich geschildert. Die Quellen sind außerdem meist späten Ursprungs und tendenziös. Als junger Mann trat Abd ar-Razzaq in eine der Horden des Ilkhans Abū Saʿīd in Aserbaidschan ein. In der Folge stieg er zum Steuereintreiber in Kerman auf. Er wurde beschuldigt, in dieser Eigenschaft Unterschlagungen zu begehen. Nach dem Tod des Ilkhans im Dezember 1335 verprasste er die von ihm eingestreiften Gelder und kehrte im März 1337 in seine Heimatstadt zurück.
Zu diesem Zeitpunkt befand sich der Großteil Chorasans unter der Kontrolle von Toga Temür, einem Prätendenten für die Herrschaft über das bereits geschwächte mongolische Il-Khanat. Damals brach der Aufstand der Sarbedaran im Bezirk Sabzewar von Chorasan aus. Der Beginn dieser Revolte wird in den Quellen, zu denen u. a. der persische Historiker Hafiz-i-Abru gehört, unterschiedlich berichtet. Der Hauptgrund für den Aufstand war wohl die vom Wesir Ala ad-din Muhammad Faryumadi betriebene bedrückende Besteuerung der von ihm persönlich verwalteten Region. Wegen des harten Vorgehens bei der Einziehung der erhöhten Steuern erschlug Abd ar-Razzaq im zum Bezirk Sabzewar gehörigen Ort Bashtin einen Regierungsbeamten, der ein Neffe des Wesirs war. Um seiner Bestrafung zuvorzukommen, löste er den erwähnten Aufstand aus. Damals war ein Teil der chorasanischen Truppen zur Eroberung Aserbaidschans ausgerückt und stand dem Wesir somit nicht zur Verfügung.
Anfangs zogen sich die Aufständischen in die Berge zurück und wehrten gegen sie gesandte Heereseinheiten ab. An der Spitze der Rebellen machte Abd ar-Razzaq danach Überfälle in der Gegend von Bashtin, plünderte Karawanen und führte Überraschungsangriffe gegen Festungen durch. Aufgrund ihres Erfolgs schlossen sich den Aufständischen so viele an, dass Abd ar-Razzaq im September 1337 die Stadt Sabzewar einnehmen konnte, wobei mehrere Verwandte Faryumadis getötet wurden. Danach unterwarf Abd ar-Razzaq Nachbardistrikte, ließ Viehherden des Wesirs im Norden von Sabzewar plündern und gründete ein kleines Reich, das nach seinem Tod noch ein halbes Jahrhundert von Angehörigen seiner Dynastie der Sarbedaran beherrscht wurde.
Abd ar-Razzaq nahm den Titel eines Emirs an und ließ seinen Namen in das Kanzelgebet aufnehmen sowie Münzen mit seinem Namen prägen. Als er nicht lange danach einen weiteren Beutezug durchführte, geriet mit seinem Bruder Wagih ad-din Masud, der sich ihm angeschlossen hatte, in Streit, in dessen Verlauf er von Masud erstochen wurde. Dieser Mord, der möglicherweise durch politische Meinungsdifferenzen der Brüder verursacht war, ereignete sich etwa im Juni 1338. Masud folgte seinem Bruder als Anführer der Sarbedaran und suchte nun zunächst den Ausgleich, indem er Toga Temür als Oberherrscher anerkannte.